# Tajuddin Ahmad
Tajuddin Ahmad, né le 23 juillet 1925 à Dardaria et mort le 3 novembre 1975 à Dacca, est un homme politique bangladais.
Il est Premier ministre du Bangladesh du 11 avril 1971 au 13 janvier 1972.